# Округ Бенингтон (Вермонт)
Бенингтон (енгл. Bennington County) је округ у америчкој савезној држави Вермонт.

## Демографија
По попису из 2010. године број становника је 37.125, што је 131 (0,4%) становника више него 2000. године.
| Група             | 2000.          | 2010.          |
| Белци             | 35.916 (97,1%) | 35.517 (95,7%) |
| Афроамериканци    | 155 (0,4%)     | 308 (0,8%)     |
| Азијати           | 228 (0,6%)     | 269 (0,7%)     |
| Хиспаноамериканци | 344 (0,9%)     | 525 (1,4%)     |
| Укупно            | 36.994         | 37.125         |